# Джентри (округ)
Округ Джентри (англ. Gentry County) — округ штата Миссури, США. Население округа на 2009 год составляло 6108 человек. Административный центр округа — город Олбани.

## История
Округ Джентри основан в 1841 году.

## География
Округ занимает площадь 1274.3 км2.

## Демография
Согласно оценке Бюро переписи населения США, в округе Джентри в 2009 году проживало 6108 человек. Плотность населения составляла 4.8 человек на квадратный километр.